# Долішні Верпища
Долішні Верпища (болг. Долни Върпища) — село (поселення) в Габровській області Болгарії, підпорядковане общині Дряново. В селі налічується 3 мешканця.